# Мегерт-Коли, Френци
Френци (Франциска) Мегерт-Коли (нем. Fränzi Mägert-Kohli, род. 31 мая 1982) — швейцарская сноубордистка, выступающая в параллельном гигантском слаломе и параллельном слаломе.
Мегерт-Коли начала выступать на международных соревнованиях с кубка Европы 2001/02, а в следующем сезоне впервые участвовала в кубке мира. На нескольких этапах она занимала место выше 20, и впервые заняла призовое место в параллельном гигантском слалое 3 февраля 2004 года в Мариборе. Мегерт-Коли ещё несколько раз становилась второй или третьей на этапах кубка мира, и в сезоне 2006/07 трижды была первой, а также заняла третье место на чемпионате мира.
За следующие два сезона Мегерт-Коли только один раз стал второй на этапах кубка мира, но в 2009 году стала чемпионкой мира в параллельном слаломе.

## Призовые места на этапах кубка мира

### 1-е место
Параллельный гигантский слалом
- 21 октября 2006, Зёрден, Австрия
- 2 февраля 2007, Бардонеккия, Италия
- 16 марта 2007, Стоунем[англ.], Канада

### 2-е место
Параллельный гигантский слалом
- 3 февраля 2004, Марибор, Словения
- 16 марта 2005, Тандадален, Швеция
- 17 декабря 2005, Ле Реле, Канада
- 16 февраля 2007, Фурано, Япония
- 25 февраля 2007, Сунгво, Южная Корея
- 3 марта 2008, Лейк-Плэсид, США

Параллельный слалом
- 1 марта 2006, Шуколово, Россия

### 3-е место
Параллельный гигантский слалом
- 9 февраля 2005, Бардонеккия, Италия

Параллельный слалом
- 7 января 2005, Санкт-Петербург, Россия

## Зачёт кубка мира

### Общий зачёт
- 2005/06 — 10-е место (3910 очков)
- 2006/07 — 3-е место (5440 очков)
- 2007/08 — 18-е место (3630 очков)
- 2008/09 — 28-е место (2120 очков)

### Зачёт по параллельным видам
- 2001/02 — 40-е место (90 очков)
- 2002/03 — 50-е место (219 очков)
- 2003/04 — 29-е место (1266 очков)
- 2004/05 — 4-е место (4440 очков)
- 2005/06 — 4-е место (3910 очков)
- 2006/07 — 3-е место (5440 очков)
- 2007/08 — 9-е место (3630 очков)
- 2008/09 — 12-е место (2120 очков)